# Ngã Bảy
Ngã Bảy ist eine Stadt in der Provinz Hậu Giang in Vietnam. Sie befindet sich im Mekongdelta. Die Provinzstadt Ngã Bảy hatte 2019 eine Einwohnerzahl von 56.182. Die Stadt verfügt seit 2020 über das Stadtrecht und besitzt den Status einer Provinzstadt der 3. Klasse.

## Geschichte
Das Stadtgebiet war ursprünglich Teil des Bezirks Phụng Hiệp. Im Jahr 2005 wurde sie von Phụng Hiệp abgespalten und hieß ursprünglich Tân Hiệp. Dieser Name stieß jedoch auf Einwände von Einheimischen. Ende 2006 wurde sie nach einem beliebten Markt in Ngã Bảy umbenannt.

## Galerie

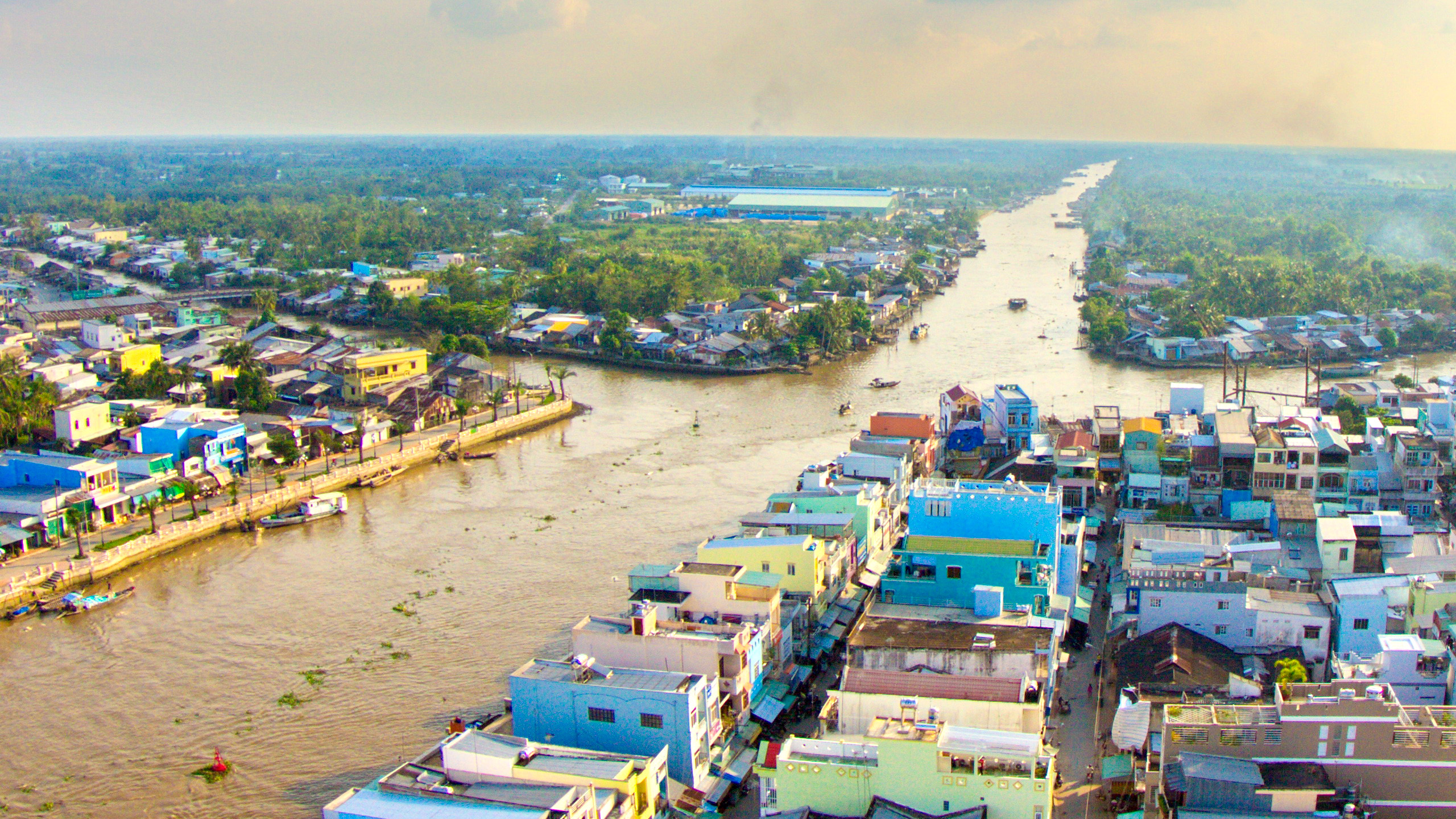
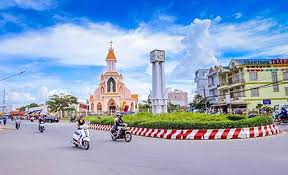